# 博镇
博镇（法語：Baud，法語發音：[bo]，布列塔尼語發音：[bɔwt]），法国西北部城市，布列塔尼大区莫尔比昂省的一个市镇，隶属于蓬蒂维区，其市镇面积为48.09平方公里，2022年1月1日时人口数量为6,246人，在法国城市中排名第1,722位。
博镇位于莫尔比昂省中西部，埃韦勒河右岸，是一个区域性的中心城市，多条公路在此交汇。

## 地名来源

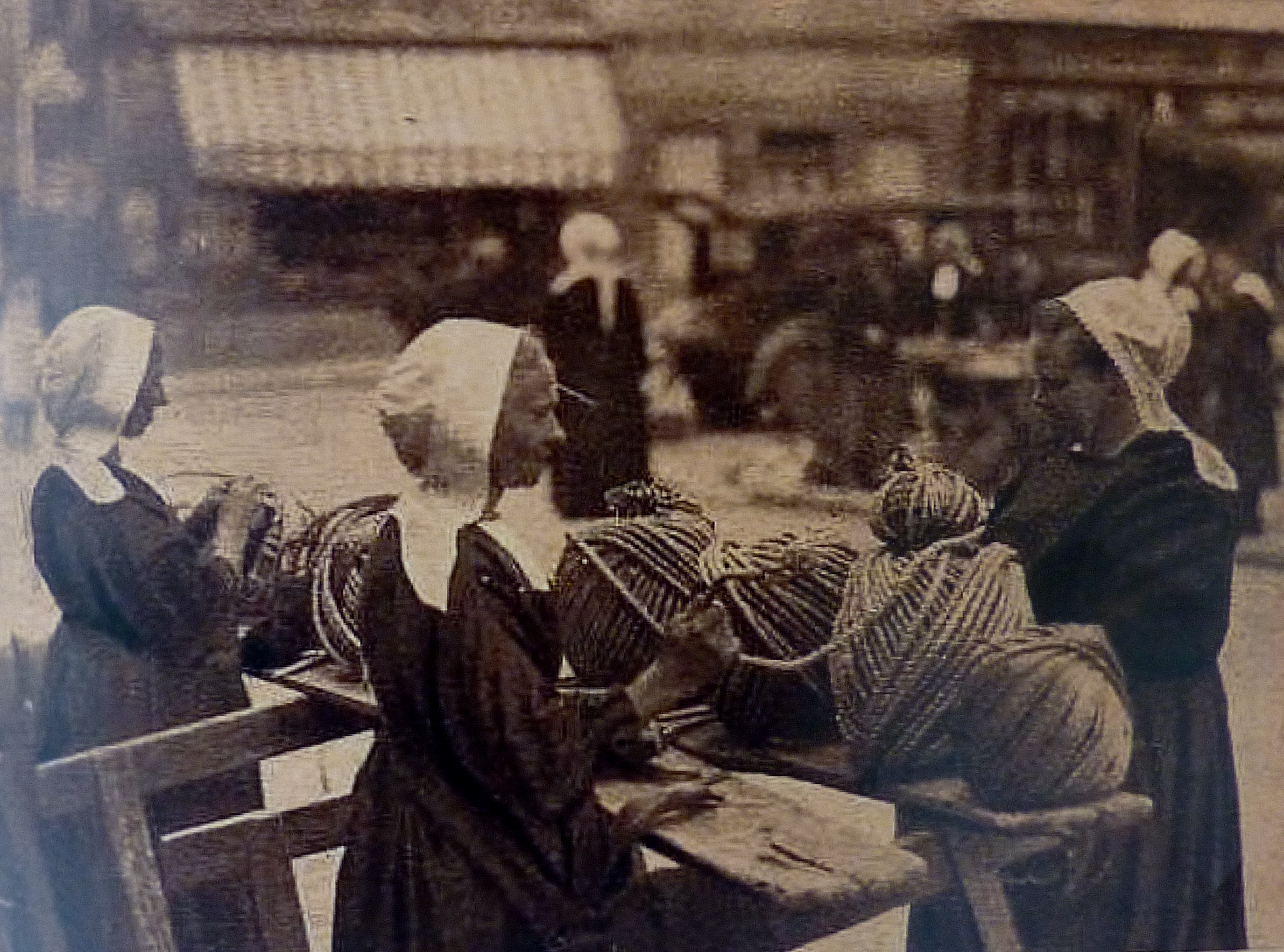
20世纪初的博镇集市

“博镇”在布列塔尼语中写作，读作[bɔwt]，最初于1259年被记载，该名称的来源及含义尚不清楚。

## 历史
博镇早期的历史尚有待考证。根据当地官方网站的论述，公元17世纪时，两条布列塔尼内部的道路在博镇交汇，这一区域逐渐形成聚落，出现了教堂、集市和公墓。法国大革命后，博镇成为了莫尔比昂省的一个市镇。1864年，途径此地的欧赖－蓬蒂维铁路建成通车。1867年，博镇北部的圣巴泰勒米被划出成为独立市镇。20世纪中后期，博镇建成了一处儿童夏令营基地，并创办了地方性的民宿节日。

## 地理

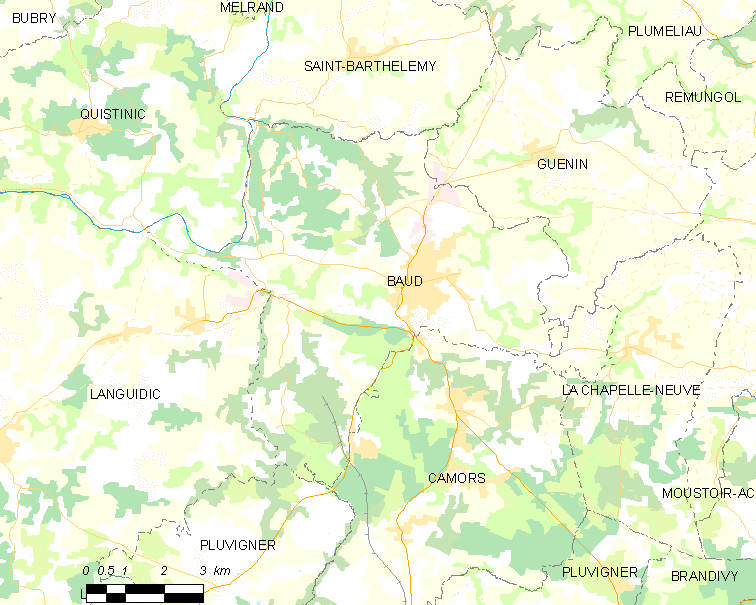
博镇市镇范围地图

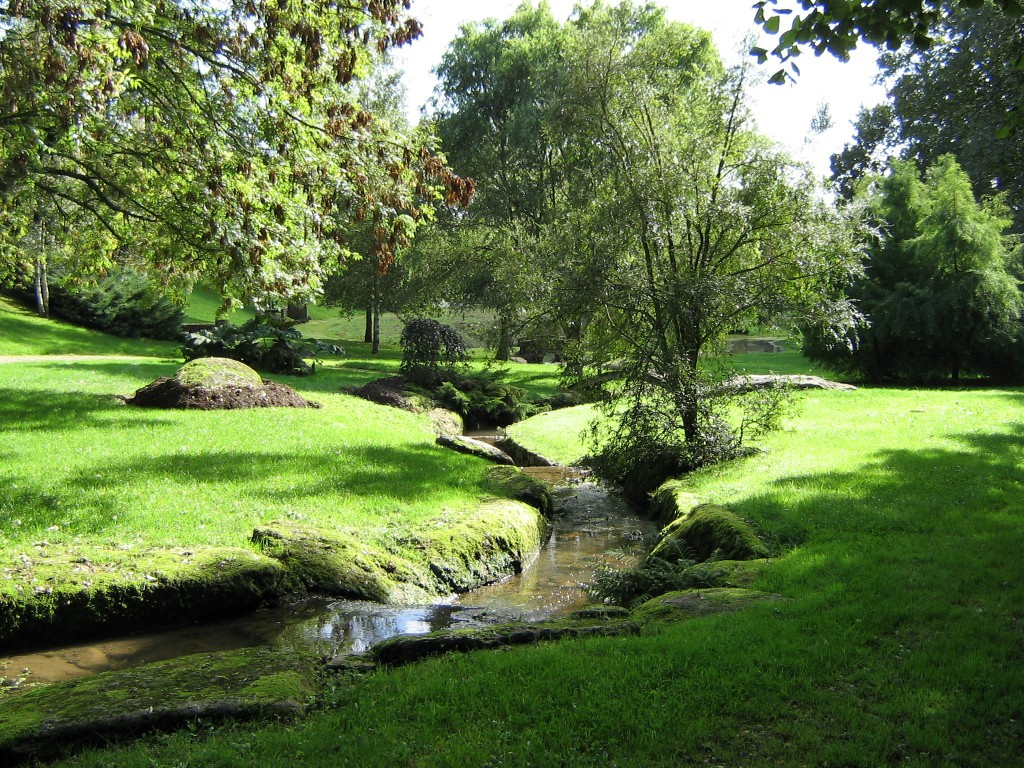
博镇境内的一处绿地

博镇位于法国西北部，布列塔尼大区西部和莫尔比昂省中西部，距离省会瓦讷大约35公里。与博镇接壤的市镇包括：圣巴泰勒米、盖南、拉沙佩勒讷沃、卡莫尔、普吕维涅、朗吉迪克、基斯蒂尼克。

### 地形
博镇位于阿摩里卡丘陵腹地，境内以丘陵及浅丘为主，市镇中心地势较为平坦，全境海拔在22到157米之间。

### 水文
布拉韦河干流流经市镇范围西北部，其左岸支流埃韦勒河则自东向西流经市区南部，另有多条溪流流经市镇范围内。

### 植被
博镇属于温带阔叶混交林区，林地多分布于市镇范围西部和南部地区，市中心的松树公园（Parc du Pin）是当地主要的城市绿地。
在鲜花城市的评比中，博镇暂未被评级。

### 气候
博镇在柯本气候分类法中属于温带海洋性气候。

## 行政区划
博镇是法国布列塔尼大区莫尔比昂省的一个市镇，编号为56010。博镇隶属于蓬蒂维区、莫尔比昂省第三选区和蓬蒂维县，同时也是摩尔比昂中心市镇公共社区的组成部分。
法国国家统计与经济研究所（简称）在进行数据统计时，将博镇单独设为博镇城市核心区以及博镇城市区。自2020年起，博镇城市区被包含两个市镇的博镇城市辐射区代替。此外，还将博镇市镇整体看作一个“块区”（IRIS），以便于统计人口分布情况。

## 交通

### 公路
法国国道N24线和多条莫尔比昂省省道在博镇境内交汇。布列塔尼大区下属的城际客运提供巴士线路，可前往瓦讷、洛里昂、蓬蒂维和欧赖。
| 37 | 144 |

| 5 | 169 |

| 瓦讷 | 35 |

| 洛里昂 | 36 |

| 雷恩 | 121 |

| 欧赖 | 27 |

| 圣布里厄 | 85 |

| 蓬蒂维 | 25 |

2018年，77.6%的博镇家庭拥有至少一辆私人汽车。2019年，博镇境内共发生各类交通事故5起，造成2人遇难，4人受伤。

### 铁路

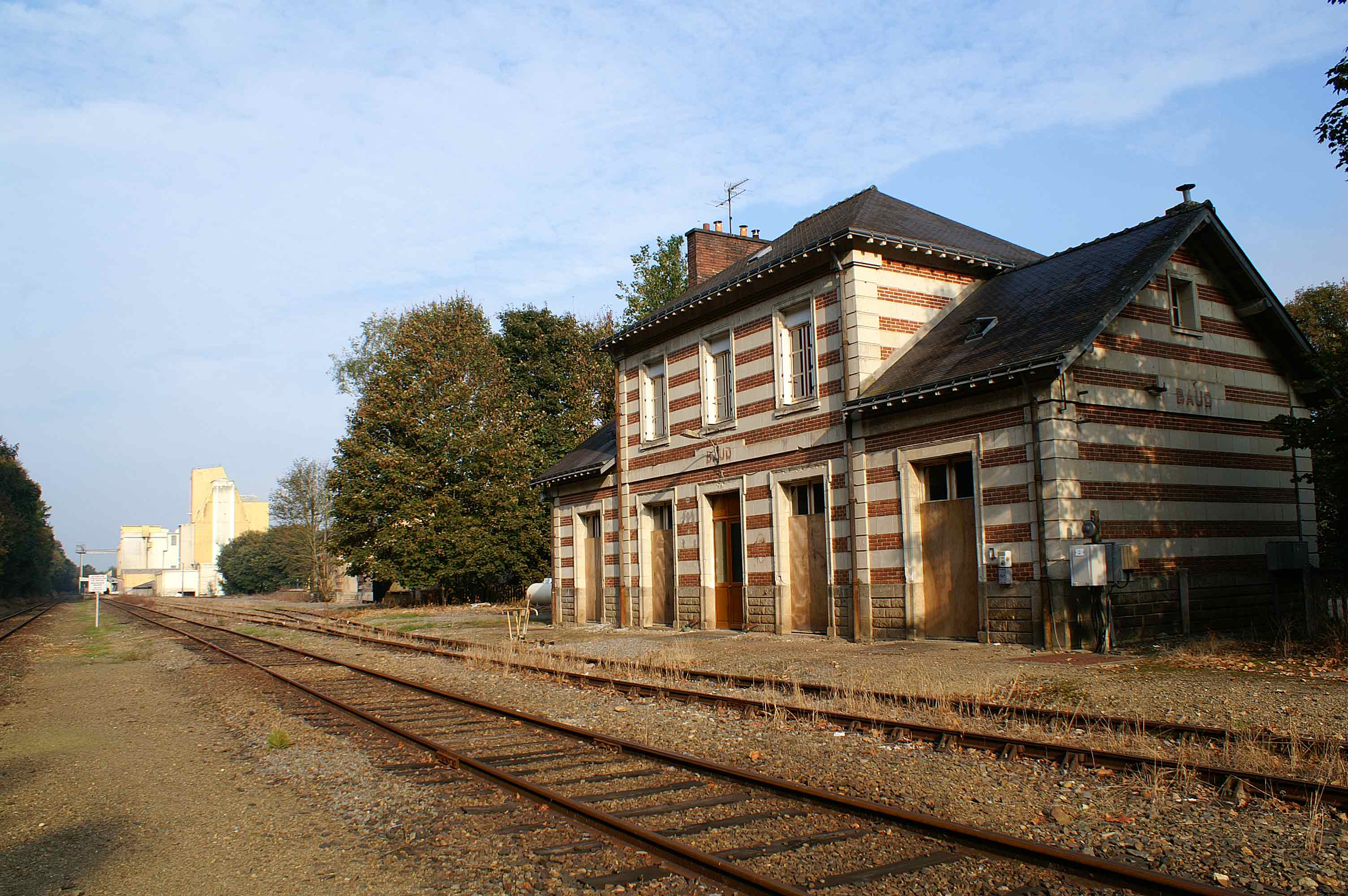
已废弃的博镇火车站

博镇位于欧赖－蓬蒂维铁路上，该铁路已废弃。距离博镇最近的运营中的客运铁路车站为18公里外的朗代旺站，该站是一个无人看守的铁路乘降所，停靠往返于坎佩尔和瓦讷一线的区域列车。

### 航空
距离博镇最近的民用航空站为洛里昂机场，距离博镇市中心的公路里程约41公里。

### 城市公共交通
截至2022年1月，博镇暂无城市公共交通系统。

## 政治

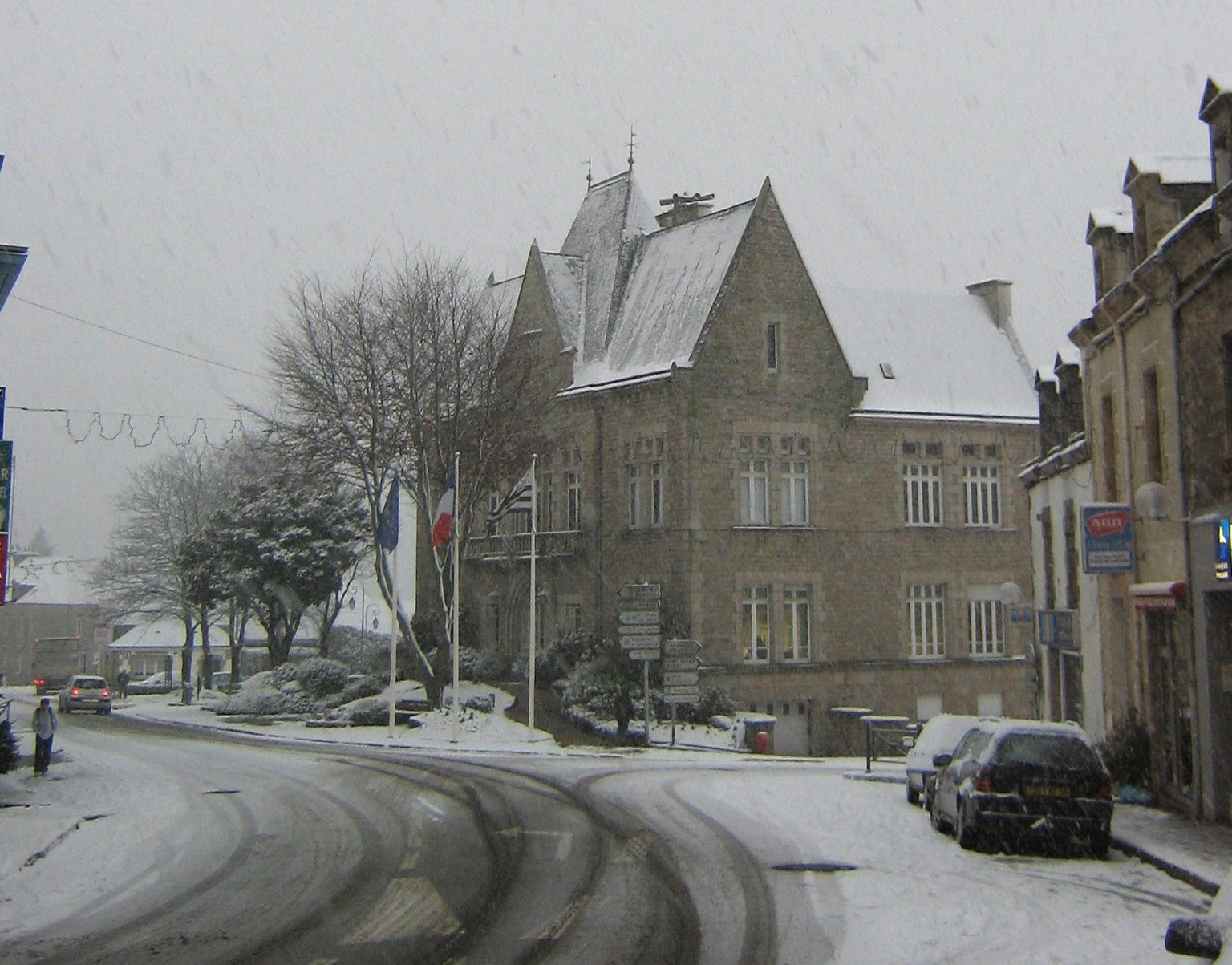
雪中的博镇市政厅

博镇的现任市长为帕斯卡勒·吉莱-居亚代女士（Pascale Gillet-Guyader），她是社会的一名成员，在2020年的市政选举中获得了60.92%的支持率。
在2017年的法国总统大选中，法国第25任总统埃马纽埃尔·马克龙在博镇获得了66.98%的支持率。

## 人口
2018年，博镇市镇人口数量为6,247，在法国排名第1,722位。其中男性3,093人，女性3,154人，75岁及以上人口占9.7%，外籍人口数量为1,158人，人口密度为130人/平方公里，当地男性居民被称为或，女性居民被称为或。2019年，博镇境内出生49人，死亡人口81人。
| 年份   | 1936  | 1946  | 1954  | 1962  | 1968  | 1975  | 1982  | 1990  | 1999  | 2004  | 2009  | 2014  | 2019  |
| ------ | ----- | ----- | ----- | ----- | ----- | ----- | ----- | ----- | ----- | ----- | ----- | ----- | ----- |
| 人口數 | 4,443 | 4,837 | 4,379 | 4,547 | 4,814 | 4,989 | 4,925 | 4,658 | 4,813 | 5,134 | 5,868 | 6,170 | 6,234 |

## 经济
博镇是一个区域性的中心城市。截止2022年1月，博镇市镇范围内共有各类用人单位（包含自雇）931家，平均历史为16年，其中99.04%为中小型企业（PME）。（肉制品工业）、（机械设备安装）及（道路照明安装）是当地2020年营业额最高的三个企业，分别为87,987,327欧元、25,458,037欧元和11,507,342欧元。

## 财政与居民收入
2020年，博镇的财政收入总额为5,552,020欧元，财政支出总额为4,711,060欧元，当年的债务总额为954,740欧元。2021年，博镇共获得1,187,590欧元的国家财政补助，比上一年减少了7.79%。
2019年，博镇的人均月收入总额为2,078欧元，其中高级职员为3,483欧元，低于法国平均水平（4,230欧元）；中级职员为2,370欧元，低于法国平均水平（2,411欧元）；普通职员为1,707欧元，亦低于法国平均水平（1,740欧元）。
2018年，博镇境内的青壮年（15至64岁）失业率为8.8%，当地48.9%的家庭拥有纳税资格，平均纳税1,716欧元，低于法国平均水平（3,910欧元）。

## 社会事务

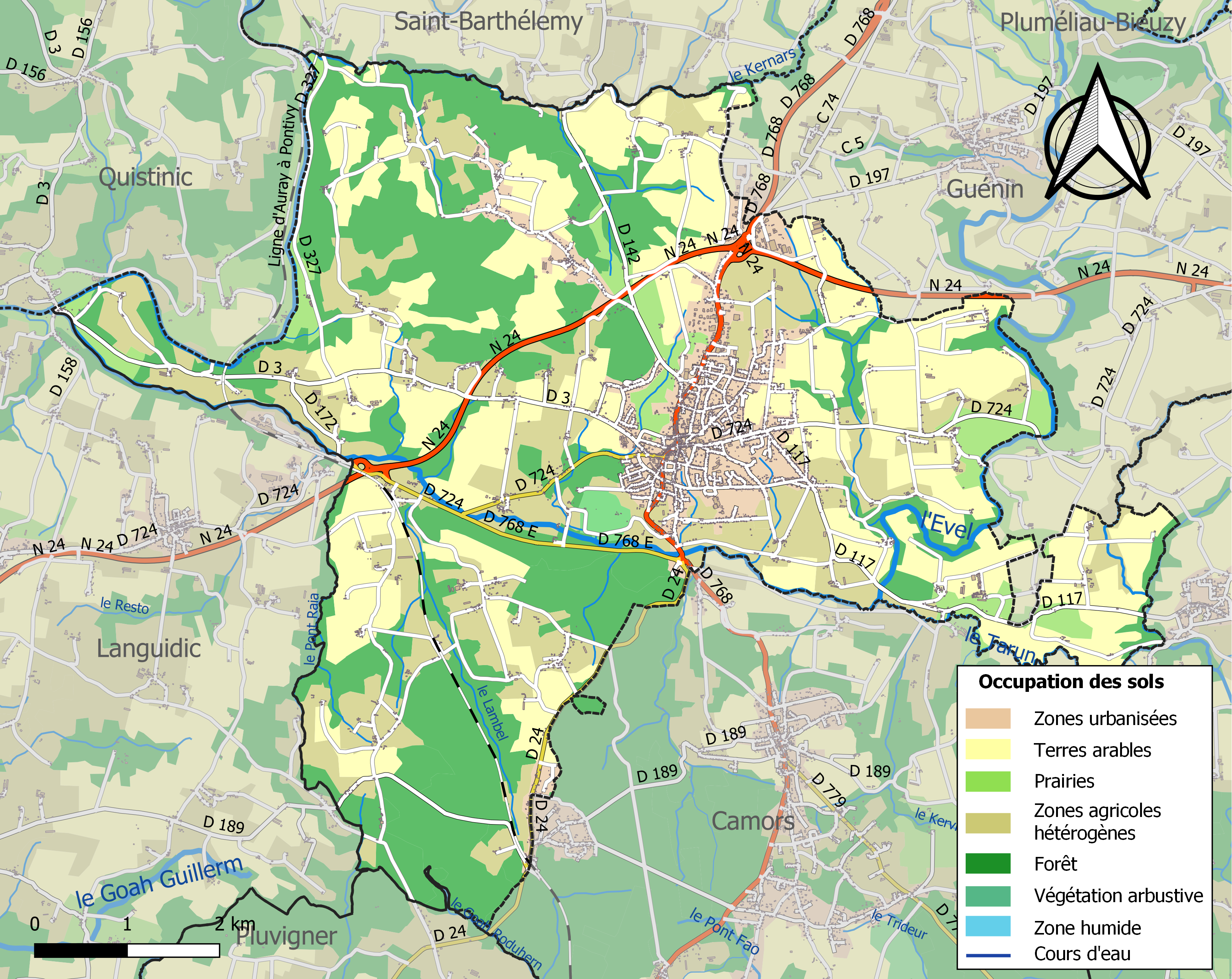
博镇土地利用情况地图

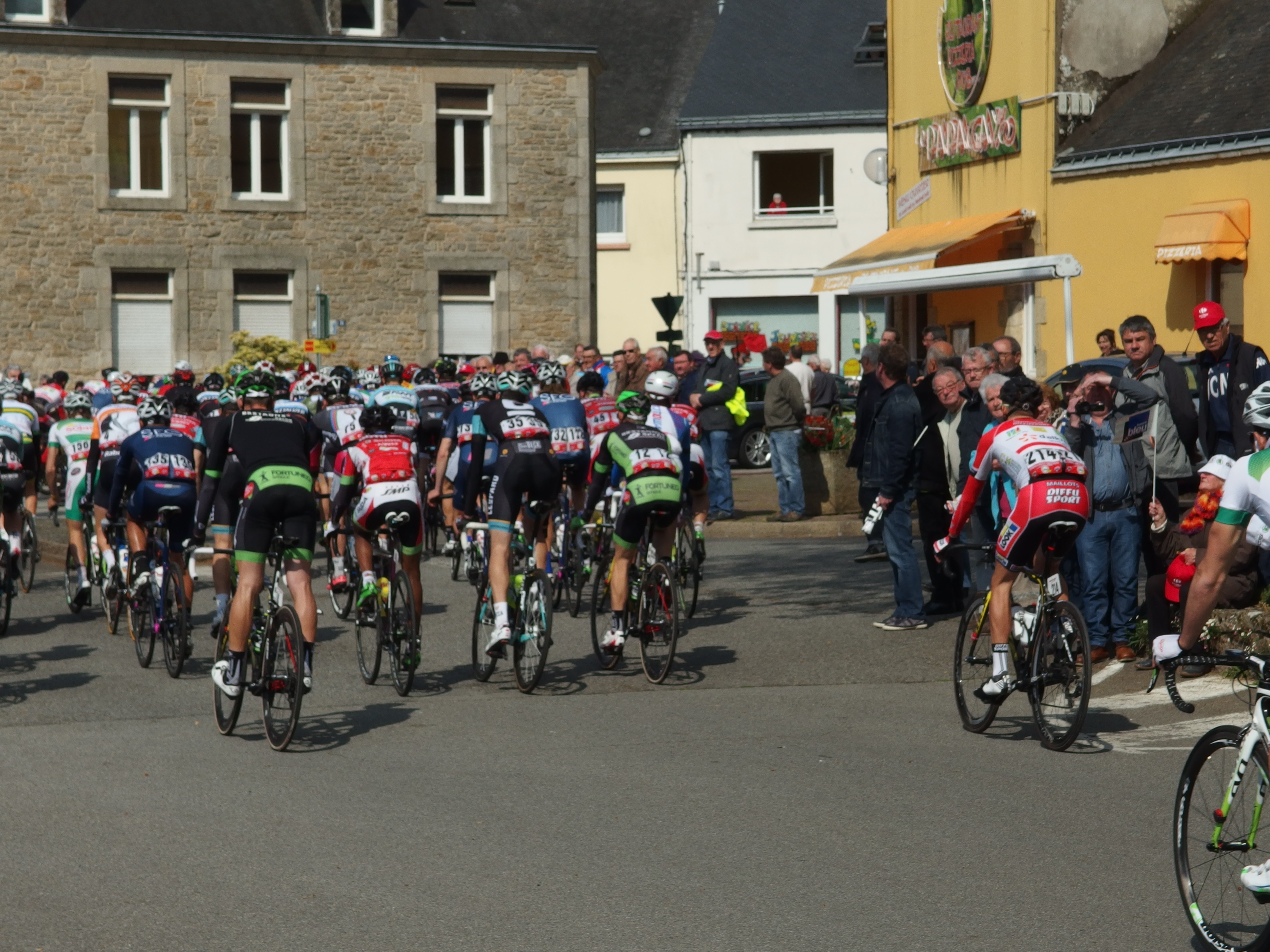
途径博镇的2015年环布列塔尼自行车赛

### 教育
博镇属于雷恩学区。截止2020年1月1日，博镇境内共有4所小学和2所初级中学。2018至2019学年度，博镇境内共有在校中等教育阶段学生704名。

### 医疗
截止2020年1月1日，博镇境内共有全科医生7名、保健师7名、牙医3名、护士12名和助产士2名。境内共有药房3家、养老院1家。
距离博镇最近的区域性医疗机构为南布列塔尼医疗集团（Groupe Hospitalier Bretagne Sud），其主病区斯科尔夫医院位于洛里昂市区北部，距离博镇的正常车程约30分钟，该院建于2013年，设有床位679个，是莫尔比昂省西部最大的综合性医疗机构。

### 住房
2018年，博镇境内共有各类住房3,294套，其中84.6%为独立式居民区，15.2%为集中式居民区。常住房屋占博镇市镇范围内居民建筑总量的84.5%。
在住房保障政策方面，2020年，博镇境内共有315户家庭获得了住房经济补助，受益人数占总人口数量的5.0%，其中285份为房租补助。

### 商业
2019年，博镇境内共有各类实体商铺149家，其中餐厅15家、大型超市4家、杂货店2家、面包房4家、肉铺2家、书店1家、装饰品店1家、银行门店4家、美容美发店7家、汽车维修店15家。市区北部建有开放式商业街区，有家乐福、Intermarché、利多超市等购物商场。

### 体育
2020年，博镇境内共有1家游泳池、2间体育馆、1座综合体育场、1处网球场、2处足球或橄榄球场以及1处篮球或排球场。
截至2022年1月，博镇足球俱乐部（Baud FC，编号550724）是当地唯一的注册足球俱乐部，2021至2022赛季参加布列塔尼大区足球联赛（第八级别）。

### 环境
博镇的环境事务由其所属的摩尔比昂中心市镇公共社区负责。2019年，博镇境内暂无污染企业。

### 治安
2019年，博镇市镇范围内有1处宪兵队。
博镇所在地是蓬蒂维宪兵总队的管辖范围。2020年，该宪兵总队辖区内共50个市镇累计发生各类案件2,467起，其中盗窃类案件1,245起，经济类案件408起，毒品交易类案件98起。

## 文化
2020年，博镇境内共有1家电影院和1家博镇物馆。博镇市政府提供多媒体中心，每周二、三、五、六、日向公众开放。

### 建筑
博镇境内有多处历史建筑，其中法国国家文物保护单位包括圣伯多禄教堂、基尼皮利神像等。

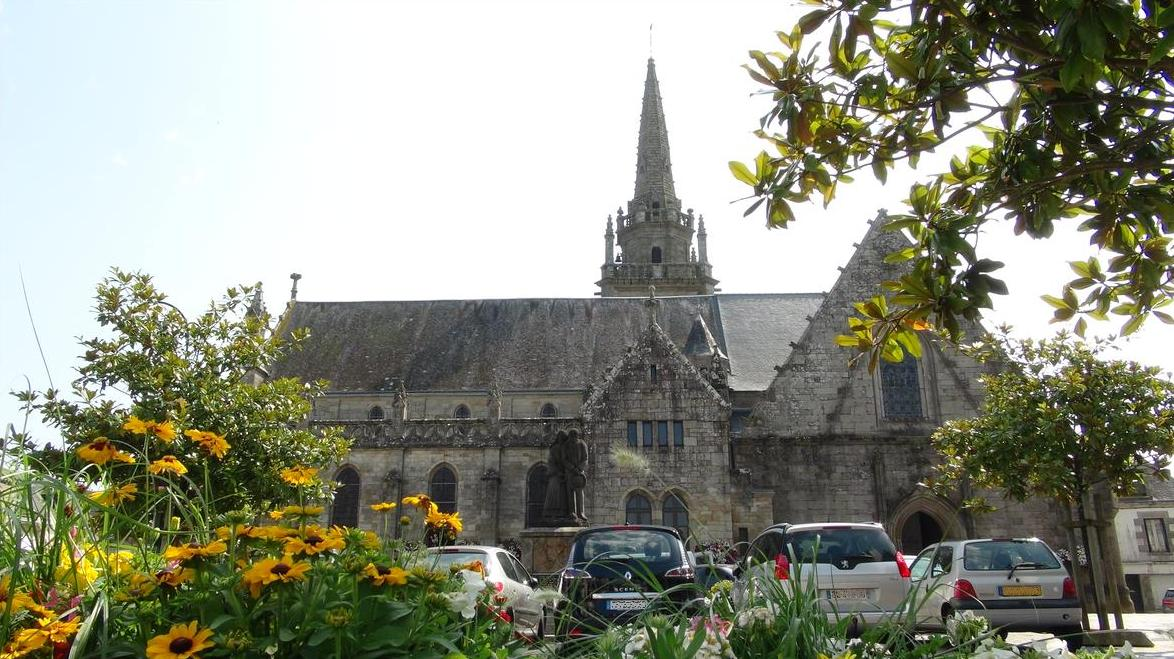
圣伯多禄教堂（法语：Église Saint-Pierre de Baud）
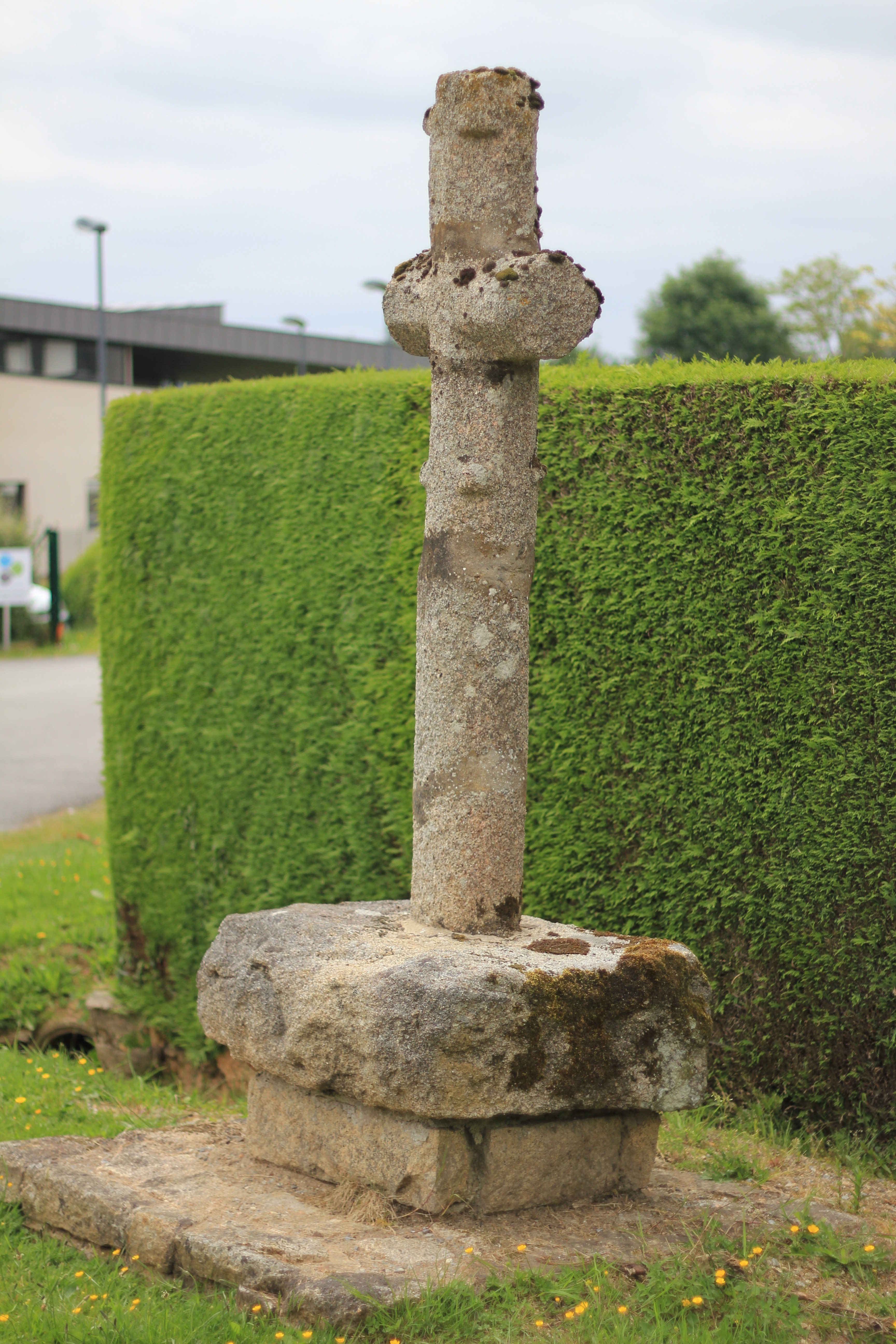
凯尔马雷克十字架（法语：Croix de Kermarech）
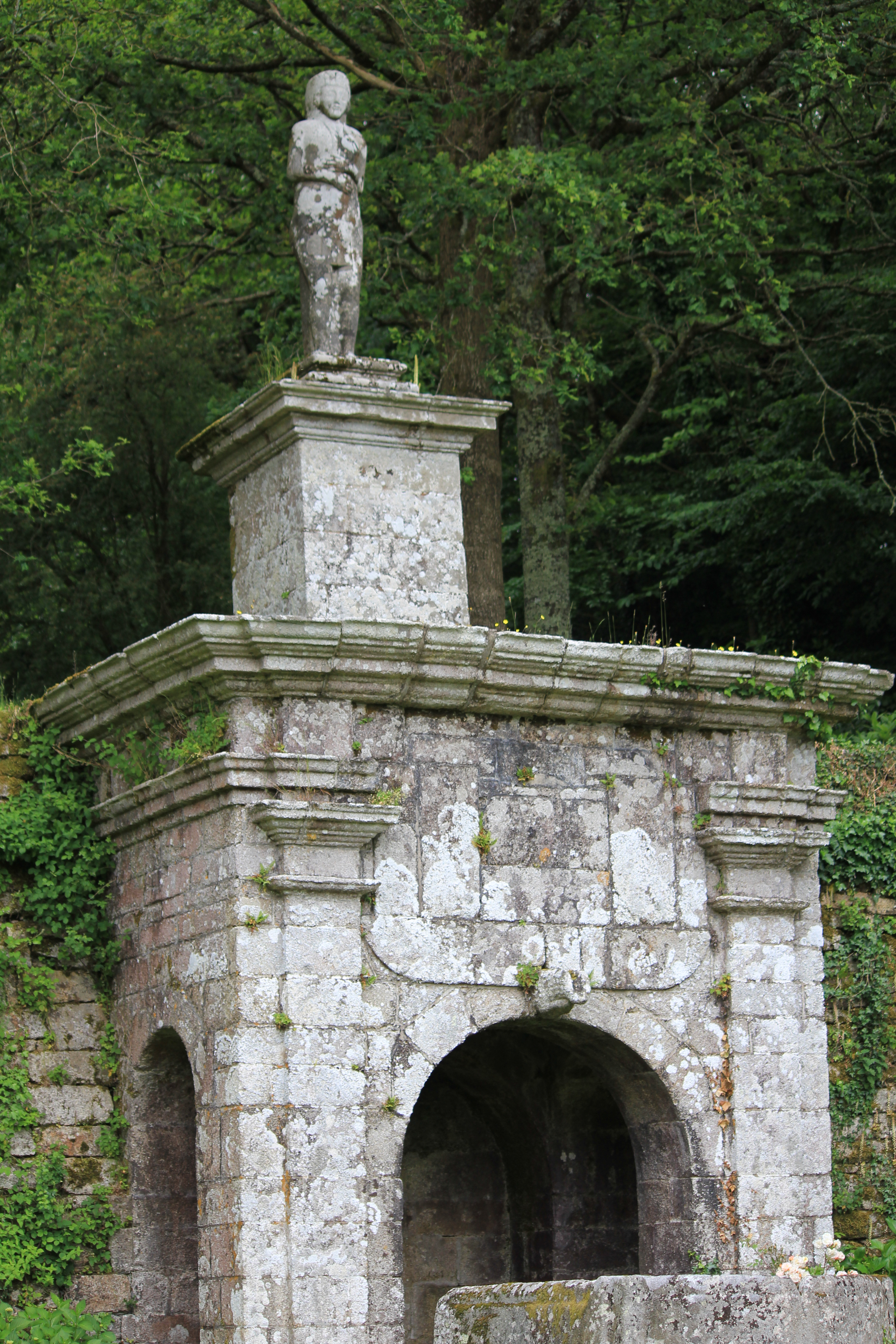
基尼皮利神像（法语：Vénus de Quinipily）
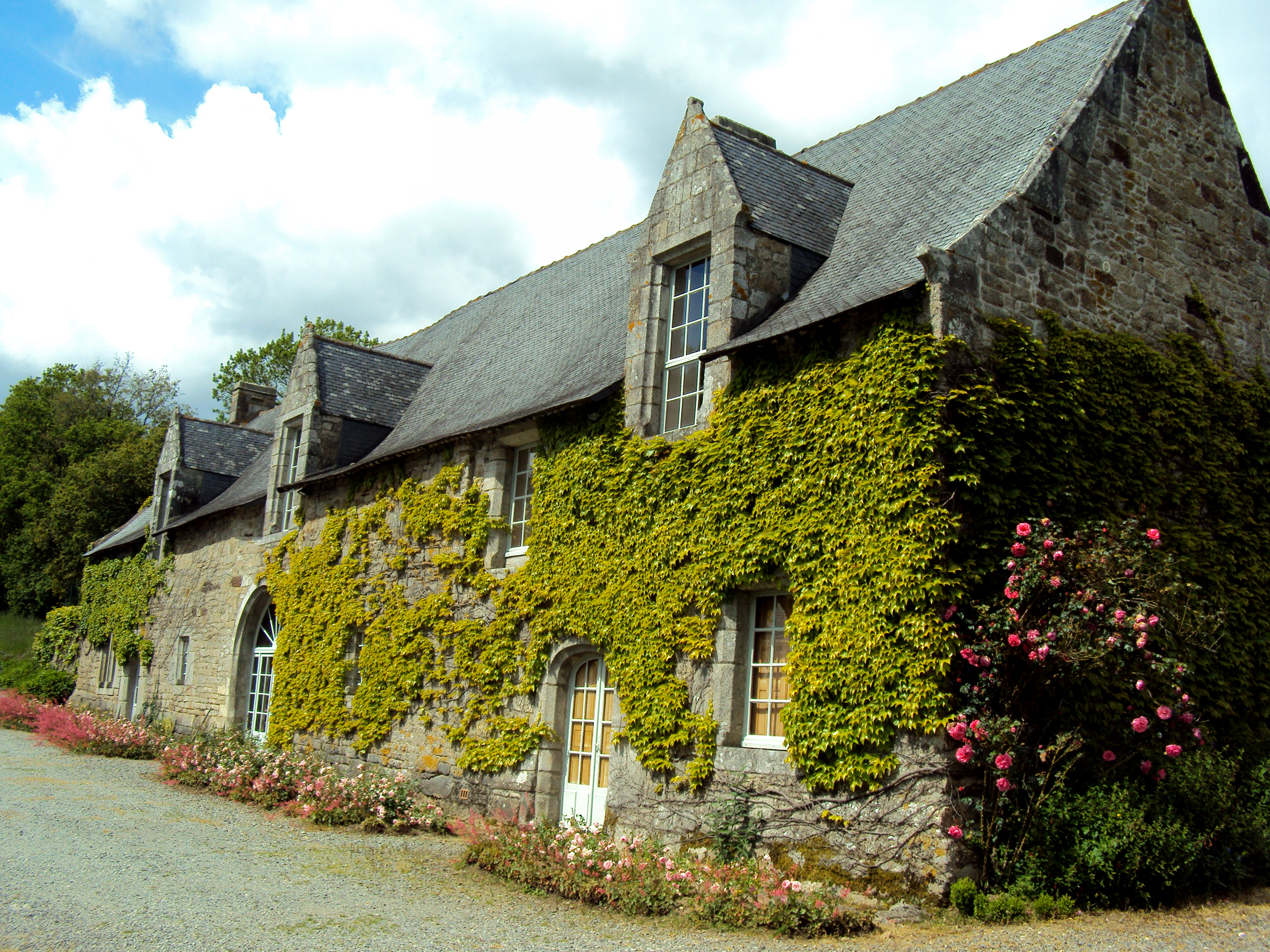
基尼皮利城堡
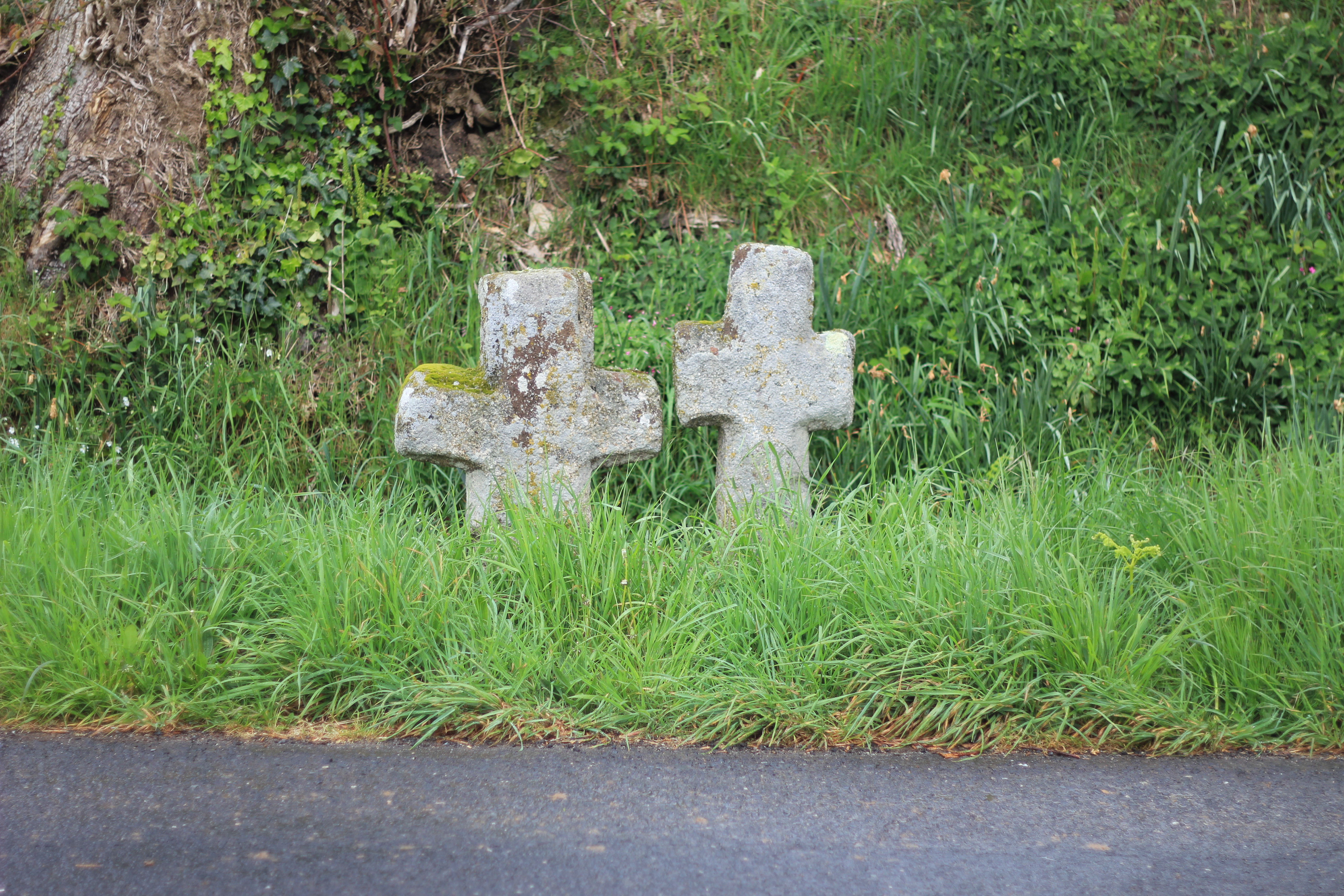
布莱双子十字架（法语：Croix jumelées de Boullet）
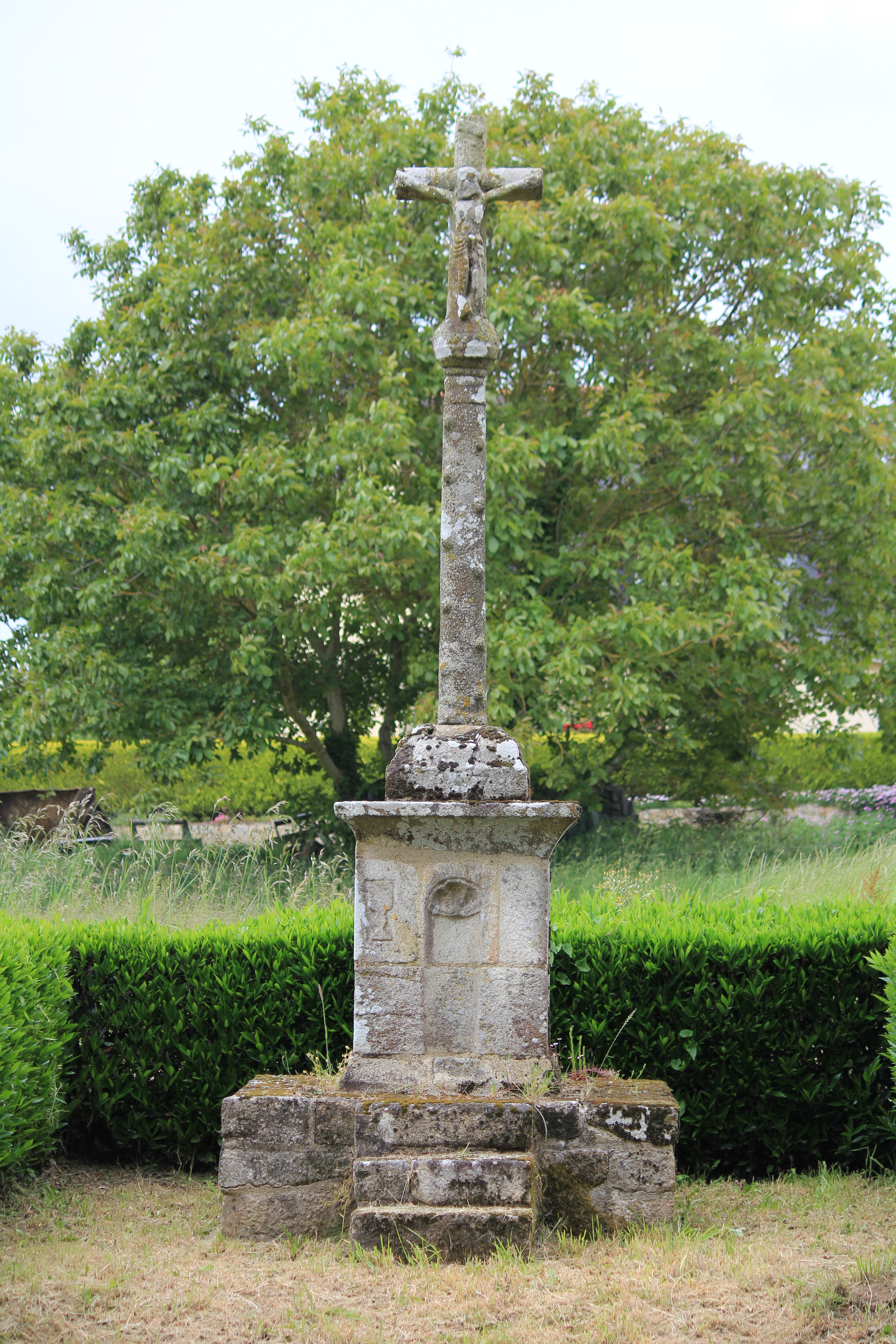
泰尼埃尔十字架（法语：Croix de Ténuel）
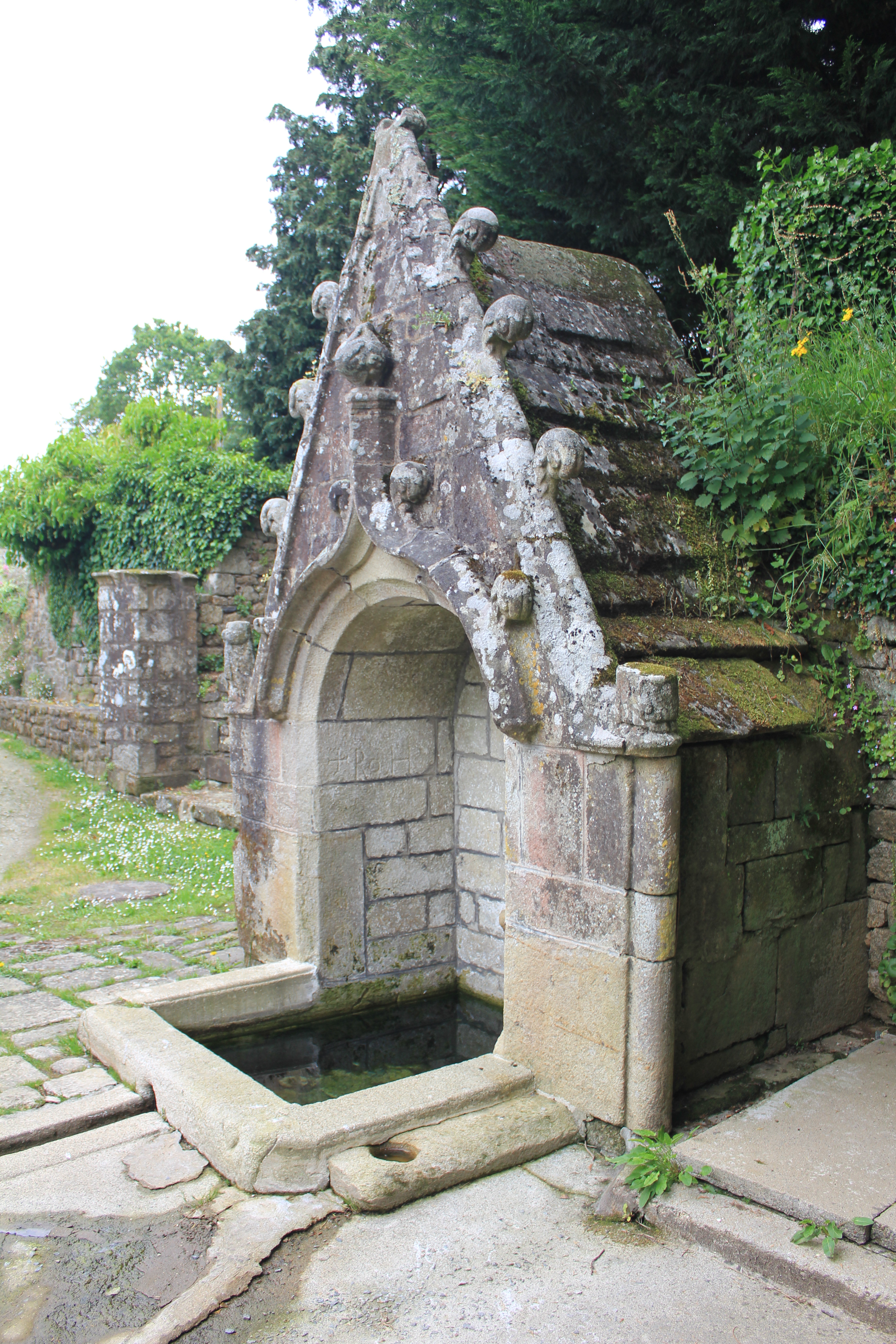
克拉尔泰泉（法语：Fontaine de la Clarté）

### 旅游
博镇的旅游事务由其所属的摩尔比昂中心市镇公共社区负责。2021年，博镇境内共有2家酒店共计31间房间；另有2个露营地，可容纳共77辆露营车。

### 媒体
法国主要的媒体均可在博镇接收，法国电视三台下属的布列塔尼大区频道在部分时段播出博镇所属区域的地方新闻。南部布列塔尼电视台、蓝色法兰西阿摩里卡广播、南莫尔比昂广播等是当地主要的地方性媒体。

## 友好城市
截至2022年1月，博镇暂未建立任何友好城市关系。